# Cryptus tyrannus
Cryptus tyrannus är en stekelart som beskrevs av Johan Wilhelm Dalman 1823. Cryptus tyrannus ingår i släktet Cryptus och familjen brokparasitsteklar. Inga underarter finns listade i Catalogue of Life.